# Locomotive de manœuvre
 (avril 2008).
Une locomotive de manœuvre est une locomotive destinée aux manœuvres de véhicules isolés ou de rames complètes. On parle couramment de "machine de manœuvre".

## Exploitation
Les locomotives de manœuvre sont exploitées sur gares de triage, plateformes, sites industriels embranchés/raccordés aptes à recevoir des wagons ou zones portuaires, ateliers de construction et/ou rénovation de matériels ferroviaires. Lorsque la charge est réduite, on peut également employer un locotracteur.

## Conception
Leur puissance et leur vitesse sont limitées par rapport aux locomotives de ligne.

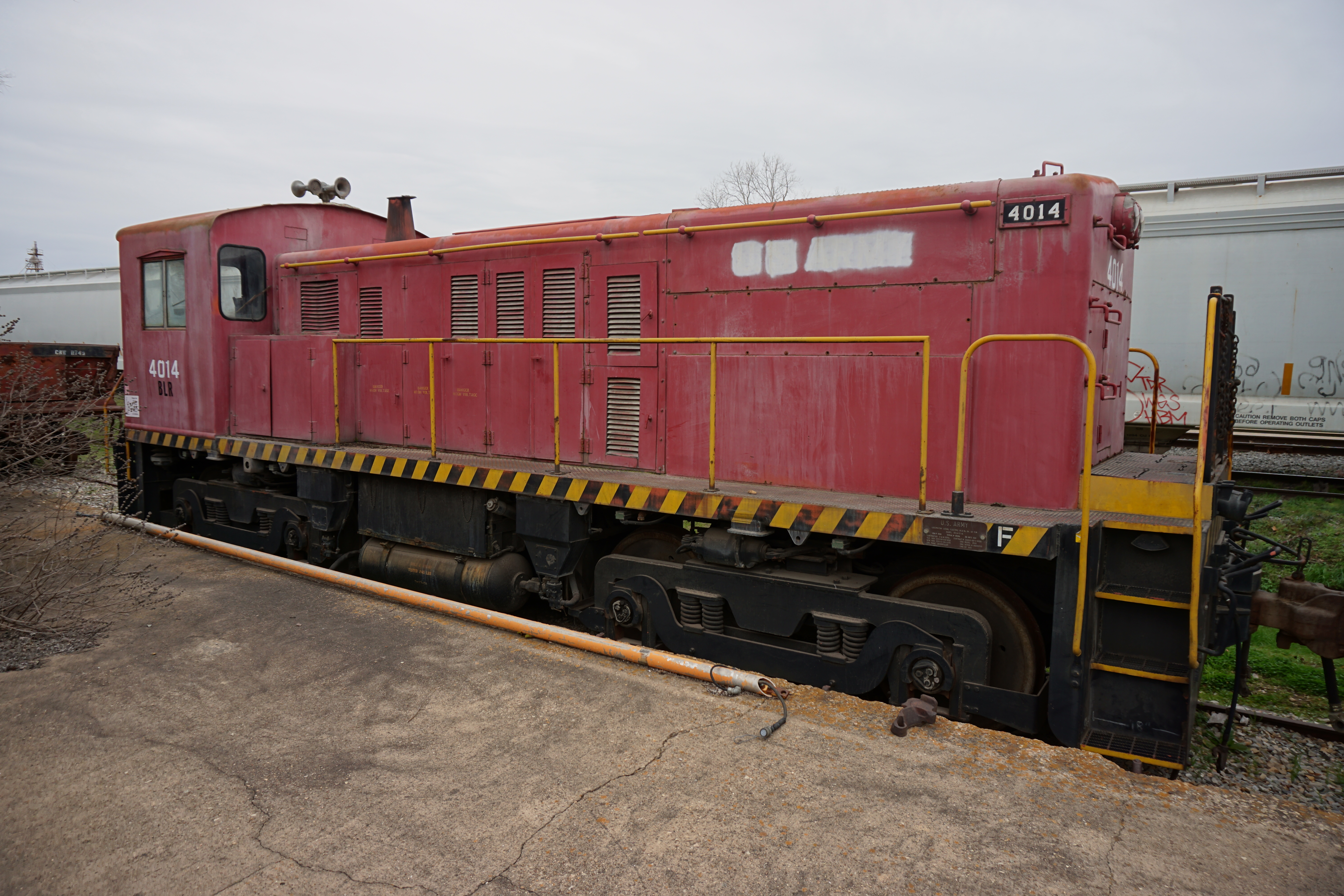
Une Baldwin RS-4-TC au Texas.

Les machines de manœuvres sont propulsées majoritairement par des moteurs diesel et étaient avant 1980 très souvent en technologie diesel-électrique par couplage d’un moteur diesel avec une génératrice alimentant des moteurs de traction électriques. Cette technologie diesel-électrique offrait un très grand couple au démarrage et une finesse de vitesse de translation propice aux manœuvres ferroviaires de positionnement des wagons. 
La technologie du diesel-électrique est remplacée aujourd’hui par le coupleur hydraulique ou transmission powershift tout aussi efficace mais moins onéreuse à la construction et plus simple en maintenance.
Les marques comme Moyse, Decauville et Fauvet-Girel ont disparu depuis les années 1970, d’où l’obsolescence du parc  chez les industriels embranchés/raccordés.
Aujourd’hui, leur coût de fabrication est si important au regard des potentialités du marché en Europe, que les utilisateurs préfèrent utiliser des locotracteurs sur pneus. Ce mode de propulsion ferroviaire utilisant les propriétés de grande adhérence du caoutchouc sur le rail est ancien dans sa conception. Les michelines à pneus-rails et les véhicules rail-route utilisent cette propriété. L’adhérence est augmentée considérablement : de 5 à 7 fois par rapport à une roue en acier. Généralement ces locotracteurs sur pneus ou rail-route sont équipés avec un système escamotable d’un des deux modes (ferroviaire en général). Le relevage est hydraulique. En 2007, très peu de marques sont présentes sur le marché.
On remarque le leader Italien Zephir Eurotract et les nord américains Trackmobile et Shuttlewagon. Cependant les engins nord américains ne sont pas utilisables en Europe car les matériels fret sur réseaux ferrés nord américains ne sont pas équipés de tampons ferroviaires, tampons obligatoires en application wagons fret en Europe.
On a vu des plus petites machines de manœuvres ferroviaires dans les années 1970 utilisant le poids du wagon sur lequel ils s'accouplent pour augmenter leur masse adhérente par transfert de charge et avoir une meilleure capacité de traction. Ce système est interdit car la préhension de la traverse du wagon pour se charger et optimiser l’adhérence ferroviaire n’est pas autorisé. Certaines machines de manœuvres ferroviaires ou  locotracteurs utilisent des roues ferroviaires, dont la partie contact avec le champignon du rail, est frettée avec une bande de roulement en polyuréthane pour augmenter l’adhérence. C’est un intermédiaire entre pneumatiques des rail-route et pneus-rails.
En embranchements particuliers la législation UIC (Union Internationale des Chemins de fer) est applicable. Aussi les tampons ferroviaires, attelages, freinage et signalisation sont règlementés.  
Les petits camions Rail-Route sans tampons ferroviaires sont réservés aux applications tramways en 2007. Ils ont été utilisés largement par le passé en embranchements particuliers et ont permis a de nombreux industriels d’assurer leurs manœuvres ferroviaires en recevant des wagons fret. Ils sont supplantés aujourd’hui par des machines de manœuvres ferroviaires plus performantes en capacité de traction ferroviaire, plus spécialisées et plus efficaces.
Il existait des engins brevetés mixte chariot élévateur et locotracteur. 110 machines ont été fabriquées sous la marque Chariotrac à Nice, brevet Christian Louveau.
Le constructeur Italien Zephir – Eurotract construit des machines de manœuvres ferroviaires en embranchements particuliers en voie normale 1435mm, ou 1000mm majoritairement pour l’Afrique, en voie Espagnole 1668 mm, ou en 1676 mm pour la Russie. Il existe également des machines disposant de double écartement ferroviaire pour circuler à la frontière espagnole sur les deux réseaux avec des écartements différents 1435mm et 1668mm.
La marine française s’est dotée en 2007 d’une grosse machine de manœuvres ferroviaires Rail polyvalente Route à motricité par les pneumatiques l’Eurotract E4000 version Skipmobile, pour la traction ferroviaire des missiles nucléaires (projet M51), pour leur chargement dans les sous-marins stratégiques.
Le constructeur Belge UCA construit des machines de manœuvres ferroviaires en embranchements particuliers en différentes voies, notamment les types UCA-TRAC B et UCA-TRAC F, de 10 à 24 tonnes de puissance.